# مهرداد عالیخانی

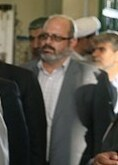
عکس حامد جعفرنژاد (عکاس خبرگزاری فارس) از مهرداد عالیخانی در مراسم ختم همسر حجت‌الاسلام علی سعیدی شاهرودی (نماینده ولی فقیه در سپاه پاسداران انقلاب اسلامی) که در تاریخ ۹ مهر ۱۳۹۳ در مسجد امیرالمومنین شهرک محلاتی تهران برگزار شد.

مهرداد عالیخانی (صادق) مدیرکل وزارت اطلاعات و یکی از سه چهره مؤثر، و مؤثرترین فرد در اجرای قتل‌های زنجیره‌ای، بود که ۱۲ دی ۱۳۷۷ به همراه مصطفی کاظمی به اتهام هدایت قتل‌های زنجیره‌ای دستگیر شد. او در دادگاه به جرم آمریت در چهار قتل به چهار بار حبس ابد محکوم شد.
تمامی قتل‌ها با مشارکت و هدایت و حضور مستقیم فیزیکی او انجام شد. از وی در رای دادگاه رسیدگی به قتل‌های زنجیره‌ای به عنوان متهم ردیف دوم پس از سید مصطفی کاظمی نام برده شد.

## نظرات در مورد وی
عبدالله شهبازی در مورد وی می‌گوید: صادق (مهرداد) عالیخانی به جناح راست جمهوری اسلامی منتسب بود و نزدیک‌ترین روابط را با سعید امامی داشت حتی در زمانی که سعید امامی در مقام مشاور وزیر از مسئولیت‌های اجرایی معاونت امنیت برکنار بود. صادق به خانواده عالیخانی تعلق داشت. پدرش، علی‌اصغر عالیخانی، پسرعمه دکتر علینقی عالیخانی دولتمرد و وزیر سرشناس حکومت پهلوی دوّم و دوست و معاون امیر اسدالله علم، نخست‌وزیر و وزیر دربار و نفر دوّم حکومت پهلوی دوّم، بود. او صادق را در کنار دیگر عوامل قتل‌ها همچون سعید امامی علی‌رغم ظاهر مذهبی شان، از نفوذی‌های سرویس‌های اطلاعاتی خارجی در وزارت اطلاعات می‌داند که این قتل‌ها را طراحی کردند با هدف ایجاد بحران نزاع سیاسی بین جناح چپ و راست و تضعیف دستگاه اطلاعات ایران و سپاه پاسداران انقلاب اسلامی و انحراف افکاری عمومی از یک سری قراردادهای تجاری دولت وقت با شرکت‌های انگلیسی. شهبازی بدین ترتیب نظر رهبر ایران سید علی خامنه‌ای را مبنی بر این که قتل‌های زنجیره‌ای دسیسه خارجی بوده تأیید می‌کند.
روزنامه کیهان ادعا می‌کند که علینقی عالیخانی و برادرانش، مسعود و محمدباقر، نزدیک‌ترین روابط را با سرویس‌های اطلاعاتی بریتانیا و اسرائیل داشتند. برادر کوچک، مسعود امیرعالیخانی (عالیخانی)، تحصیلات خود را در رشته کشاورزی در اسرائیل به پایان برد و از آن پس چهره اصلی شبکه سرویس اطلاعاتی اسرائیل در ایران بود. حسین شریعتمداری در سرمقاله روزنامه کیهان مورخه ۸ بهمن ۱۳۸۱ به خویشاوندی نزدیک مهرداد عالیخانی (صادق) با مسعود عالیخانی، عضو برجسته شبکه «زیتون» (موساد) در ایران، اشاره کرده‌است.
خامنه‌ای در جلسه سران سه قوه (اوّل تیر ۱۳۷۸) وی را عنصر مهم در کشف ارتباطات خارجی پرونده قتل‌ها می‌خواند:
«به‌نظرم می‌رسد تمام نیرو را باید روی صادق (مهرداد عالیخانی) متمرکز کنیم. موسوی (سید مصطفی کاظمی) را جذب کرده‌اند. اما صادق نفوذ کرده‌است. این نفوذی است. یکی از سررشته‌هایی که می‌توانید جلو بروید این آقاست و خیلی مهم است. این تیپ کار که انجام داده، جمع‌آوری کرده، خانه امن و تشکیل نیرو در آلمان داده، این کار یک سرویس است. برای ما که این کارها را نکرده. پس برای یک سرویس کرده که باید بگردید دنبال آن.»
علی یونسی و سید محمد خاتمی در دو جلسه متفاوت به هاشمی رفسنجانی گفته‌اند که «صادق مهدوی [مهرداد عالیخانی] یهودی‌زاده‌است که پدرش اسلام اختیار کرده و همین باعث احتمال نفوذ اسرائیل شده، علاوه بر تردیدی که در مورد سعید اسلامی هست.»